# تاكاشي ناغاتا
تاكاشي ناگَتا (باليابانية: 永田 崇) (مواليد 13 أبريل 1972)، هو لاعب كرة قدم ياباني سابق كان يلعب كمهاجم.

## وصلات خارجية
- تاكاشي ناغاتا على موقع رابطة كرة القدم اليابانية للمحترفين (اليابانية)
- تاكاشي ناغاتا على موقع عالم كرة القدم.نت (الإنجليزية)